# لاپین‌لاهتی
لاپین‌ْلاهْتی (به فنلاندی: Lapinlahti) یک منطقهٔ مسکونی در فنلاند است که در ساوونیای شمالی واقع شده‌است.

## خواهرخوانده
شهر بخش یوسنارسبری خواهرخواندهٔ لاپین‌لاهتی هست.